# George Sand

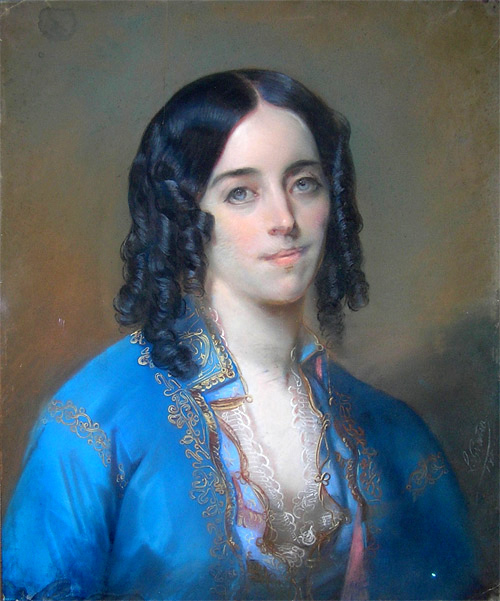
George Sand, auf einem Pastell von Charles Louis Gratia, um 1835

George Sand ([ʒɔʁʒ sɑ̃d]) ist das Pseudonym der französischen Schriftstellerin Amantine Aurore Lucile Dupin de Francueil (* 1. Juli 1804 in Paris; † 8. Juni 1876 in Nohant, Département Indre), die neben Romanen auch zahlreiche gesellschaftskritische Beiträge veröffentlichte. Sie setzte sich durch ihre Lebensweise und mit ihren Werken für feministische und sozialkritische Ziele ein. Sie rebellierte gegen Beschränkungen, die Frauen im 19. Jahrhundert durch die Ehe auferlegt waren, und forderte die gleichberechtigte Teilhabe aller Klassen an gesellschaftlichen Gütern ein.

## Abstammung

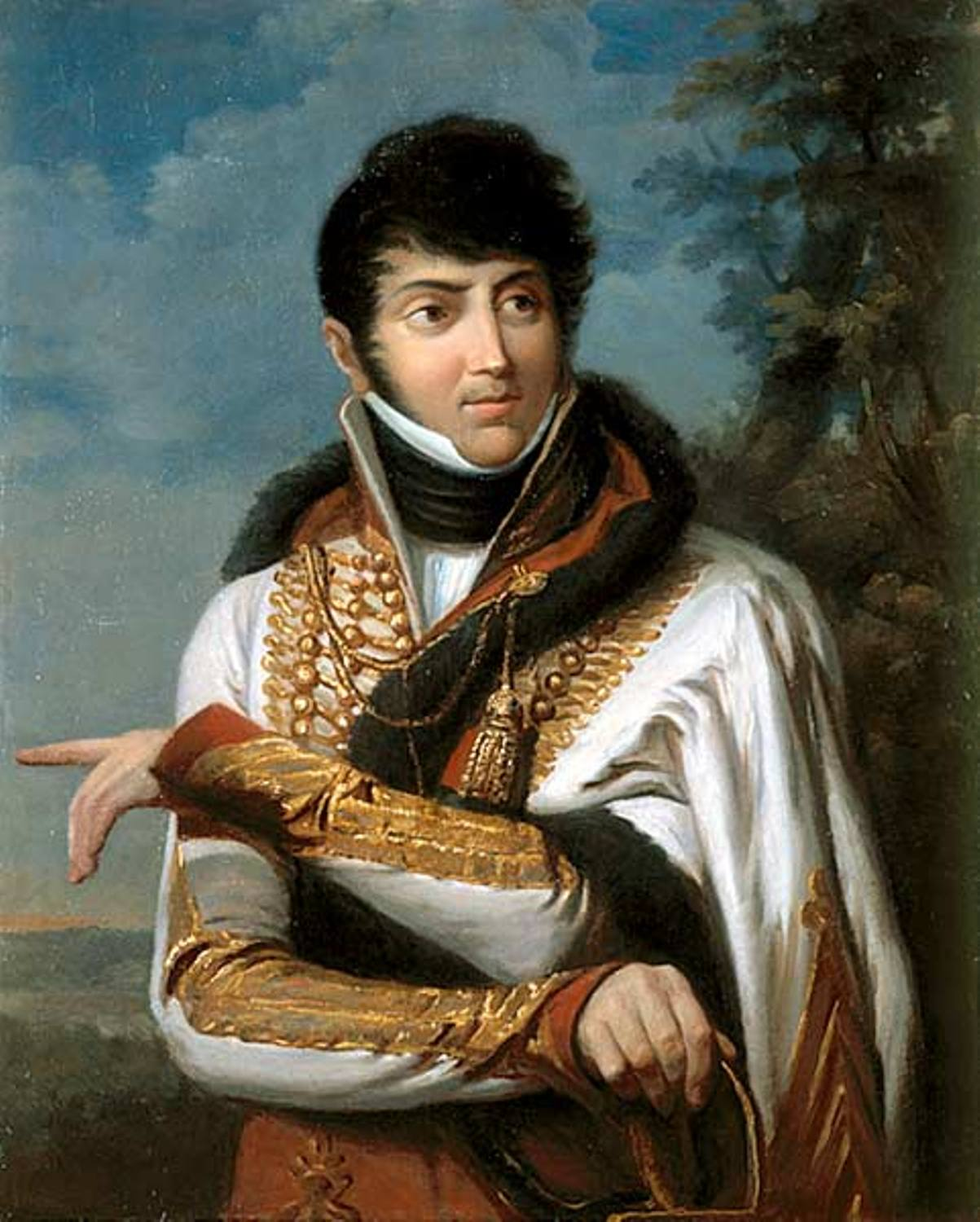
Maurice Dupin de Francueil (1778–1808)

Amantine Aurore Lucile Dupin de Francueil, die sich später George Sand nannte, stammte von dem sächsischen Kurfürsten und polnischen König August dem Starken und der altmärkischen Gräfin Maria Aurora von Königsmarck ab. Deren illegitimer Sohn, Moritz von Sachsen, stand als Generalmarschall in französischen Diensten und hatte eine uneheliche Tochter, die nach dem Tod des Vaters 1750 als Marie-Aurore de Saxe (1748–1821) legitimiert und 1776 die zweite Ehefrau von Louis Dupin de Francueil (1715–1786) wurde. Aus dieser Verbindung ging Maurice François Dupin (1778–1808), der Vater von Amantine Aurore Lucile Dupin de Francueil hervor, der Oberst in der napoleonischen Armee war. Er heiratete die Modistin Sophie Victoire Delaborde einen Monat vor der Geburt Amantine Aurore Luciles. Beide Elternteile hatten bereits ein uneheliches Kind.

## Leben

### Jugend und Ehe

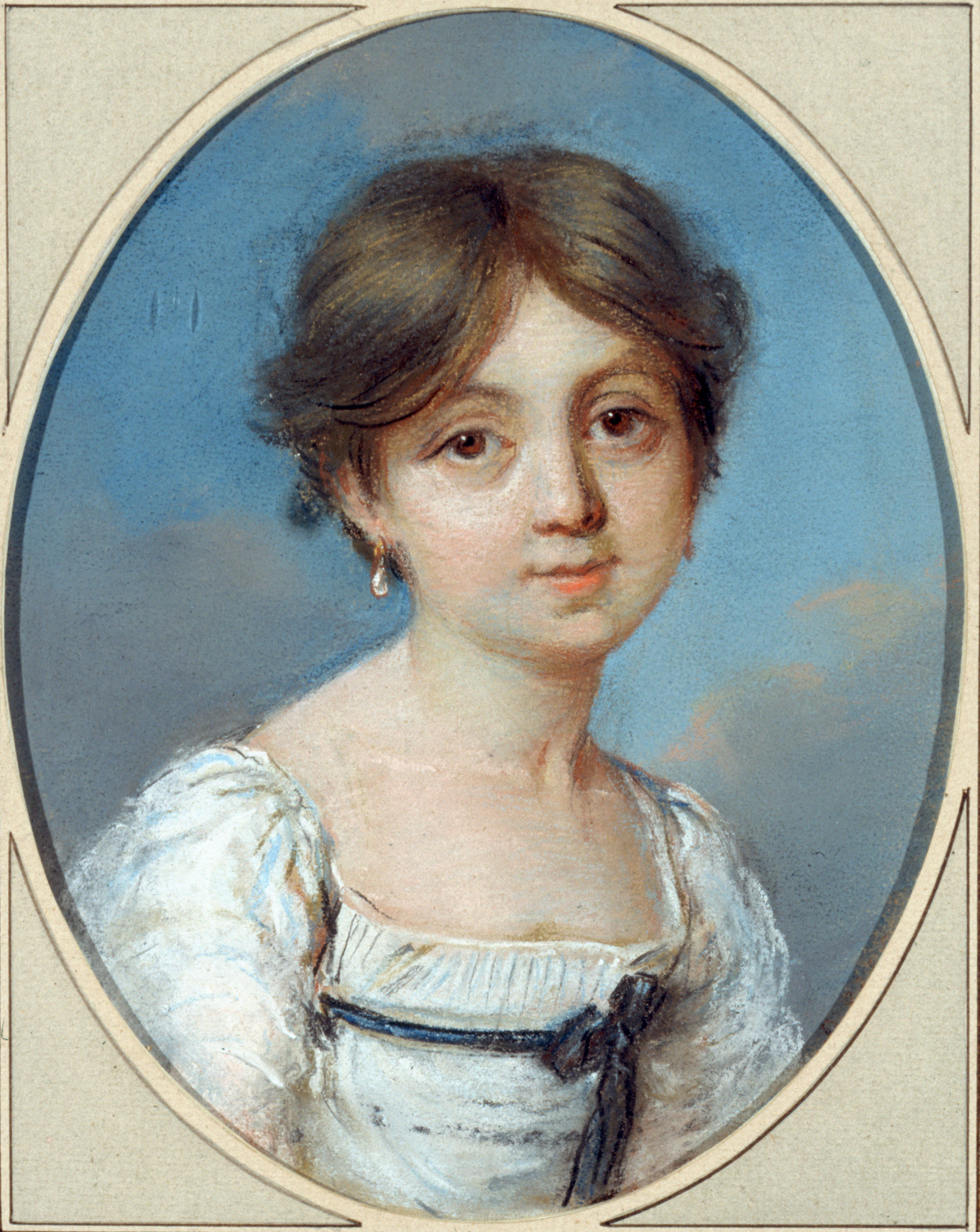
Aurore Dupin im Alter von sechs Jahren

Amantine Aurore Lucile Dupin de Francueil, kurz Aurore Dupin genannt, verlor 1808 im Alter von vier Jahren ihren Vater, der als Oberst an Feldzügen der napoleonischen Armeen teilnahm, während sie mit ihrer Mutter auf dem Landsitz ihrer Großmutter in Nohant weilte. Da die Mutter und die Großmutter sich nicht verstanden, ließ die Mutter Aurore 1810 bei der Großmutter. So wuchs Aurore Dupin, nach strenger Etikette erzogen, in Nohant auf. Mit 13 Jahren kam sie zur Erziehung in ein Augustinerkloster in Paris. Von dort kehrte sie kurz vor dem Tod der Großmutter nach Nohant zurück. Sie erbte das Landgut und das Hôtel de Narbonne, ein Patrizierhaus in Paris. Von ihrer Mutter wurde sie auch nach dem Tod der Großmutter vernachlässigt.
Im Jahr 1822 heiratete Aurore Dupin gegen den Willen der Mutter den mittellosen Leutnant Casimir Dudevant. Aus der Ehe gingen zwei Kinder hervor, Maurice (1823–1889) und Solange (1828–1899). Dabei ist die Vaterschaft der Tochter umstritten, da ab 1827 mehrere Liebesaffären Aurores bezeugt sind. 1831 trennte sie sich von ihrem Mann, nachdem sie in seinem Sekretär sein Testament gefunden und geöffnet hatte. Dessen Inhalt war nach ihrer späteren Aussage eine Aneinanderreihung von Missachtungen und Verwünschungen ihrer Person. Die Scheidung wurde 1836 rechtskräftig. Aurore Dupin erhielt das Anwesen ihrer Großmutter (Maison de George Sand) und das Sorgerecht für ihre Tochter Solange, ihr Ex-Mann das Nutzungsrecht für das Pariser Stadthaus und das Sorgerecht für Maurice, den Sohn, der jedoch entweder im Internat oder bei der Mutter lebte.

### Schriftstellerin
1831 begann Amantine Aurore Lucile Dupin de Francueil ihre Arbeit beim Figaro in Zusammenarbeit mit ihrem Geliebten Jules Sandeau, in der auch ihr erster Roman, Rose et Blanche (veröffentlicht 1831), entstand. Aus dem gemeinsamen Pseudonym „J. Sand“ leitete sie ihren Künstlernamen „George Sand“ ab, unter dem sie eigene Artikel verfasste und 1832 ihren ersten eigenständigen Roman, Indiana, herausgab. Der gelegentlich angenommene Zusammenhang mit dem Namen Karl Ludwig Sands ist unzutreffend. In ihren autobiografischen Schriften distanzierte sie sich von dessen gewalttätigem Fanatismus; zugleich war sie sich bewusst, dass die Namensgleichheit ihre Popularität in Deutschland befördert hatte. Mit dem Männernamen nahm sie zudem die Gewohnheit an, von sich in der maskulinen Form zu sprechen und Männerkleidung zu tragen. Durch den als skandalös empfundenen Roman Indiana und insbesondere durch das Nachfolgewerk Lélia (1833) wurde George Sand in Frankreich und darüber hinaus bekannt. Bald gehörte sie zu den bestbezahlten Schriftstellern ihrer Zeit. Viele ihrer Werke wurden kurz nach ihrem Erscheinen in weitere Sprachen übersetzt.

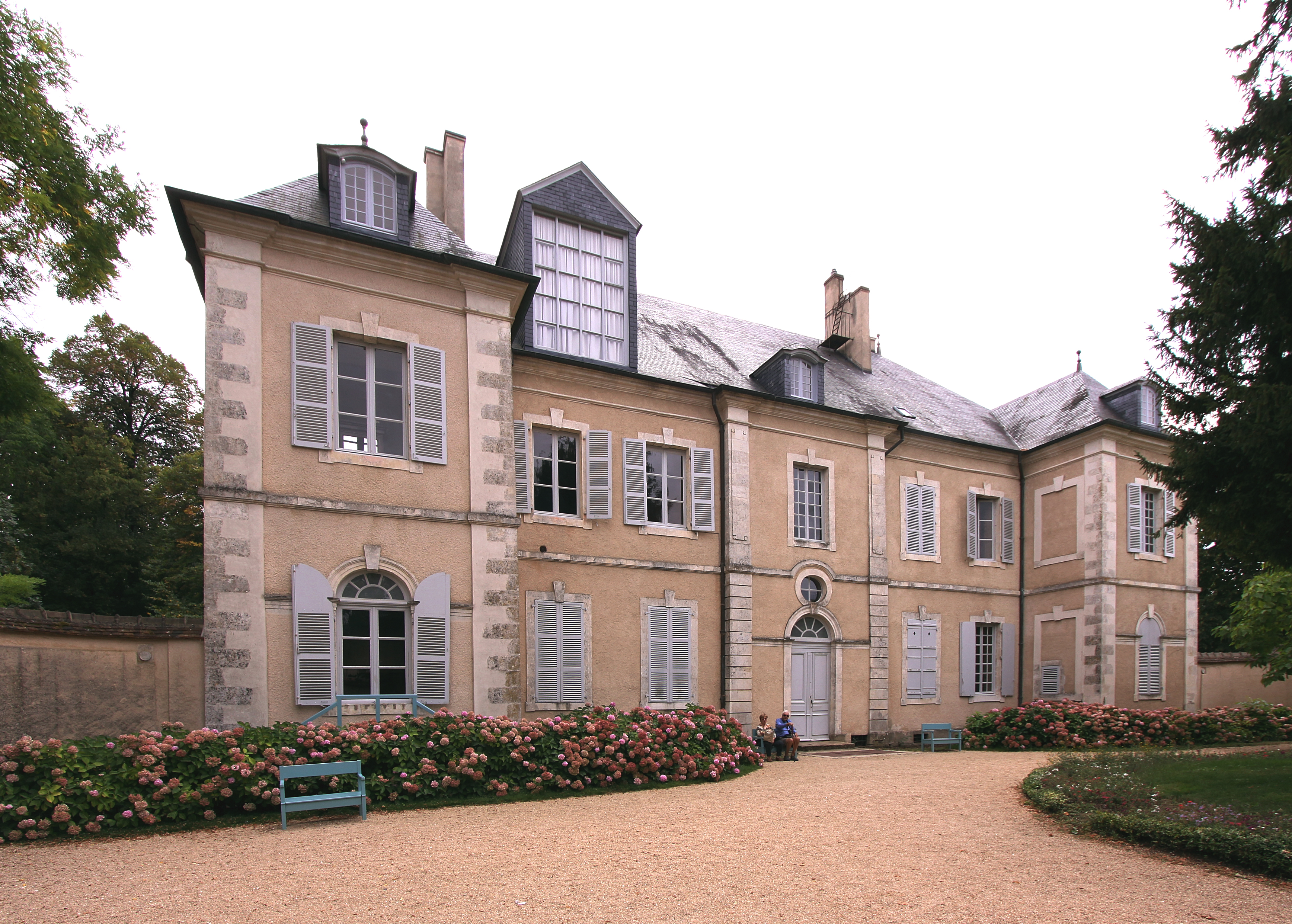
Domaine de Nohant, Wohnsitz der Großmutter und später George Sands selbst.

Im Jahr 1833 begann George Sand ein Liebesverhältnis mit Alfred de Musset. Dieser beklagte sich Ende desselben Jahres über die Schaffenskraft seiner Freundin: „Ich hatte den ganzen Tag gearbeitet. Am Abend habe ich zehn Verse gemacht und eine Flasche Schnaps getrunken; sie hatte einen Liter Milch getrunken und [derweil] ein halbes Buch geschrieben.“ Als de Musset auf einer gemeinsamen Venedig-Reise erkrankte, verliebte sich George Sand in de Mussets Arzt, Pietro Pagello, und begann im Februar 1834 eine Liaison mit ihm. Bis 1835 korrespondierte sie noch mit de Musset.
George Sands Wohnsitz in Paris und ihr Landsitz in Nohant wurden von zahlreichen Künstlern besucht. Der Freundeskreis der eigenwilligen, Zigarren rauchenden Schriftstellerin umfasste neben Schriftstellern wie Honoré de Balzac und Alexandre Dumas den Maler Eugène Delacroix, den Komponisten Franz Liszt und dessen Geliebte, Marie d’Agoult. Eine ihrer angeblichen Geliebten war die Schauspielerin Marie Dorval.

### Chopin

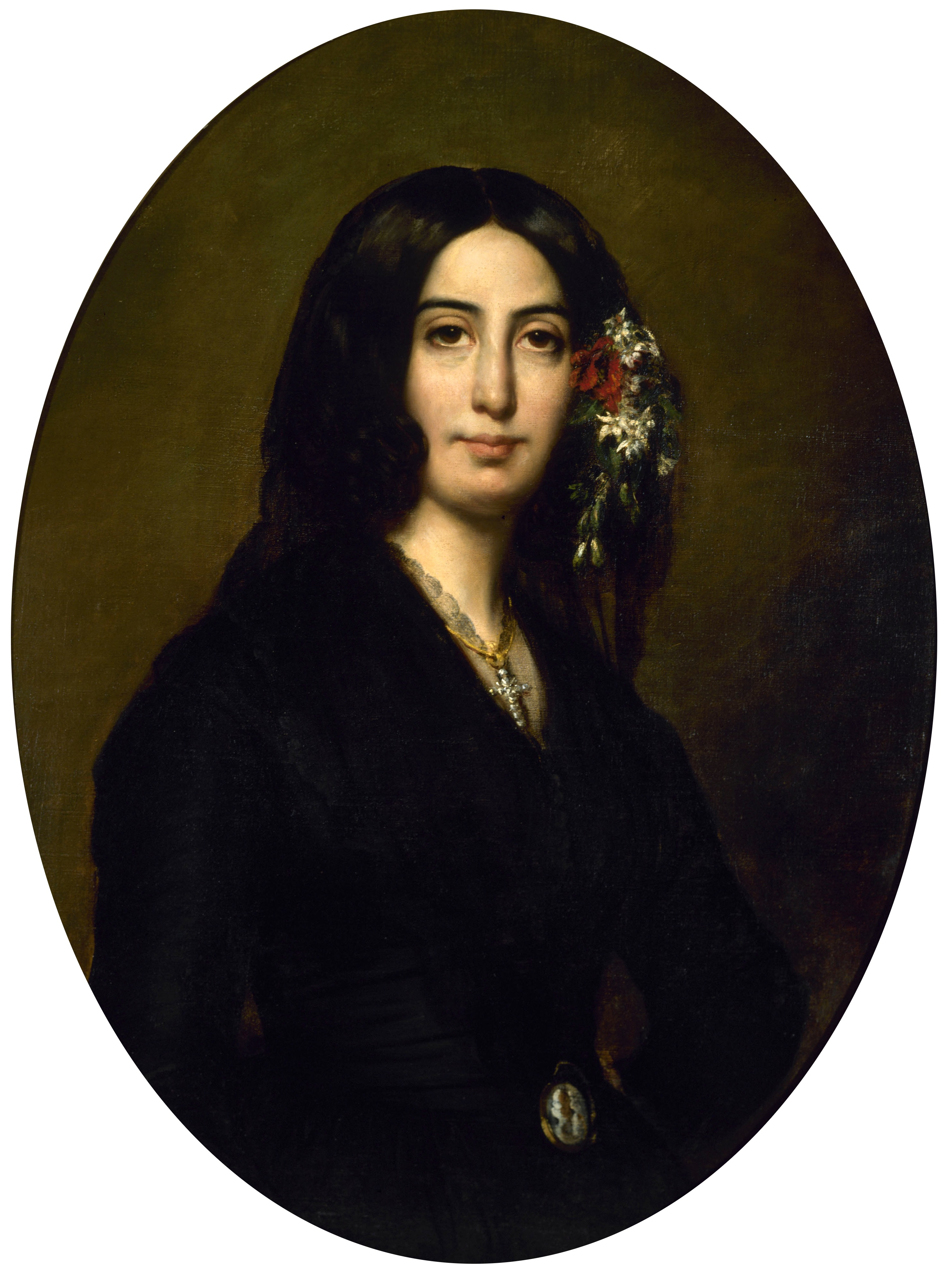
George Sand, Gemälde von Auguste Charpentier (1838)

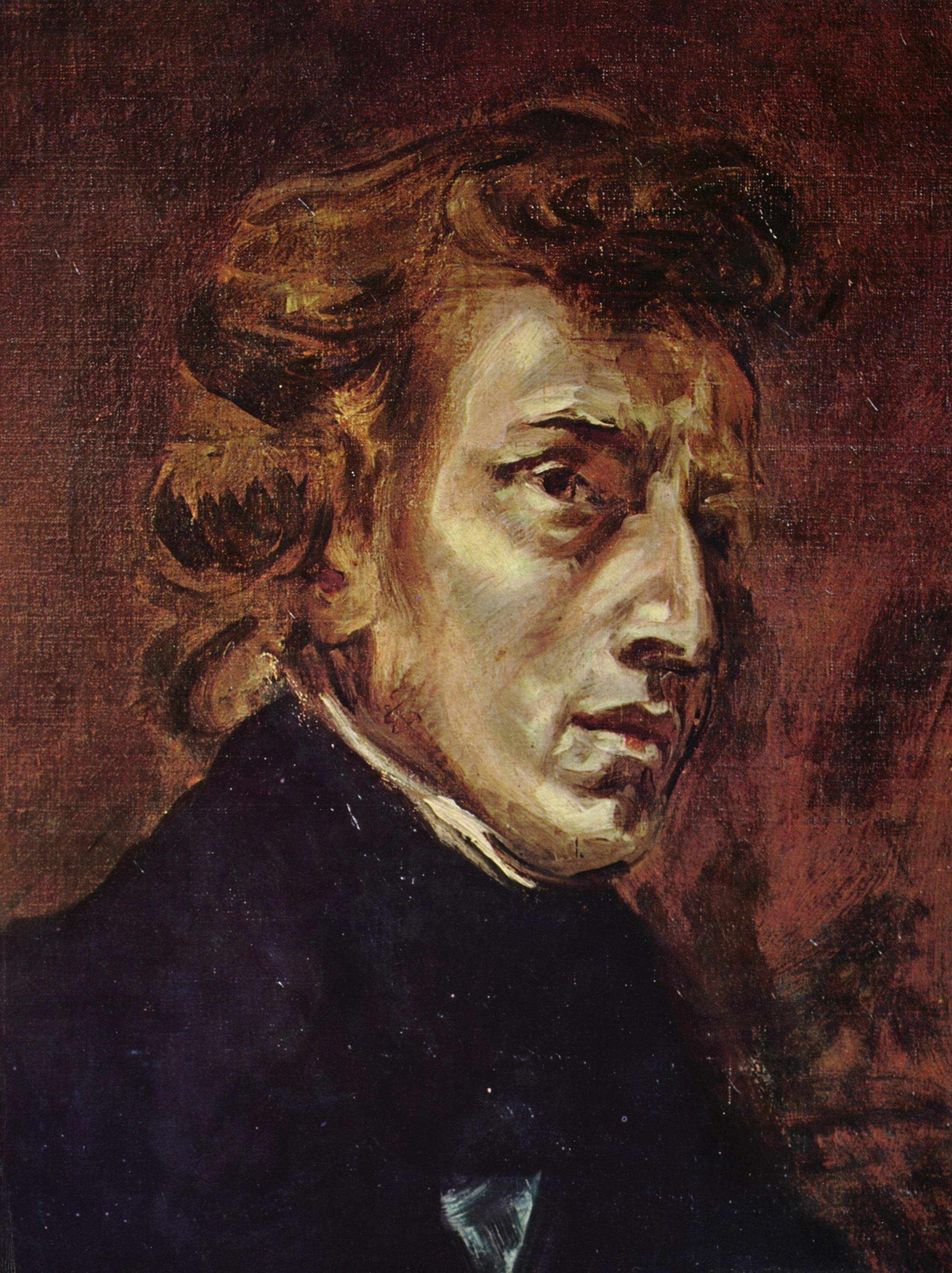
Chopin, gemalt von Eugène Delacroix (1838)

Durch Franz Liszt lernte Sand den Komponisten Frédéric Chopin kennen, der sich zu dieser Zeit in einer emotionalen Krise befand. Von der musikliebenden Sand fühlte er sich bald verstanden, nachdem er anfangs gegen ihr emanzipiertes Auftreten Abneigung verspürt hatte. 1838 begannen sie eine Liebesbeziehung.
Im November 1838 übersiedelte George Sand mit ihren Kindern Maurice und Solange nach Mallorca. Dies wurde auf ärztlichen Rat beschlossen, denn die klimatische Veränderung sollte den Gesundheitszustand ihres Sohnes, der unter einer rheumatischen Erkrankung litt, bessern. Auch Chopin, der zeitlebens an Tuberkulose litt, erhoffte sich Linderung durch das milde Klima und schloss sich Sand und ihren Kindern an. Maurice erholte sich, für Chopin hingegen stand der Aufenthalt in der Kartause von Valldemossa unter keinem guten Stern. Die Räume waren schwer heizbar, das Wetter unfreundlich, und dazu kam, dass die Einheimischen Distanz zu dem unverheirateten Paar hielten. Gleich nach der Ankunft entwickelte er Anzeichen einer Lungenentzündung, wie Sand später in ihren Schriften beklagte. Nach 98 Tagen verließen Chopin und Sand die Insel im Februar 1839. Sand verfasste den Reisebericht Ein Winter auf Mallorca.
Die Beziehung zwischen Chopin und Sand endete 1847. Weder von ihm noch von ihr sind die Gründe ihrer Trennung überliefert. Bekannt ist, dass Sands Tochter, Solange, eine Liebesbeziehung mit dem mittellosen Bildhauer Auguste Clésinger aufgenommen hatte und dies Streitigkeiten auslöste, in deren Verlauf es zu Handgreiflichkeiten zwischen Georges Sohn und Clésinger bzw. zwischen Clésinger und der ihrem Sohn beispringenden Mutter gekommen sein soll. Auch Chopin war verärgert, dass Solange sich heimlich verlobt hatte; dennoch hielt er die Freundschaft zu ihr aufrecht und brüskierte damit George Sand.

### Politisches Engagement
In den 1840er Jahren wandte George Sand sich in ihren Romanen und den Zeitungsartikeln, die sie regelmäßig schrieb, sozialen Themen zu. 1841 gründete sie mit Pierre Leroux die sozialistische Revue indépendante. Bei der Wahl ihrer Themen orientierte sie sich an seinem „Sozialevangelium“. Außer gesellschaftlich relevanten Themen griff sie etwa in Spiridion (1839) religionskritische Fragen auf. Besonders der als Fortsetzungsroman in der Revue indépendante veröffentlichte Doppelroman Consuelo/La Comtesse de Rudolstadt (1842/1844) zeichnet eine utopische Gesellschaft, die keine  Unterschiede zwischen den Geschlechtern und Klassen kennt.
Sand befürwortete die Februarrevolution von 1848. Sie zog nach Paris und übernahm die Verantwortung für das Bulletin de la République, das offizielle Organ der neuen Regierung. Als Louis Napoléon, den sie 1838 kennenlernte, zum Staatspräsidenten gewählt wurde, war sie begeistert. 1852 konnte sie das gute Verhältnis nutzen, um sich für das Leben von vier verurteilten Sozialisten einzusetzen, die dank ihrer begnadigt wurden. Als sich Louis Napoléon zum Kaiser krönen ließ, kehrte sie enttäuscht nach Nohant zurück. Aufgrund der verschärften Zensur vernichtete sie politische Schriften, die sie angefertigt hatte, und verarbeitete in ihren Romanen fortan unverfängliche Themen.

### Alter und Tod

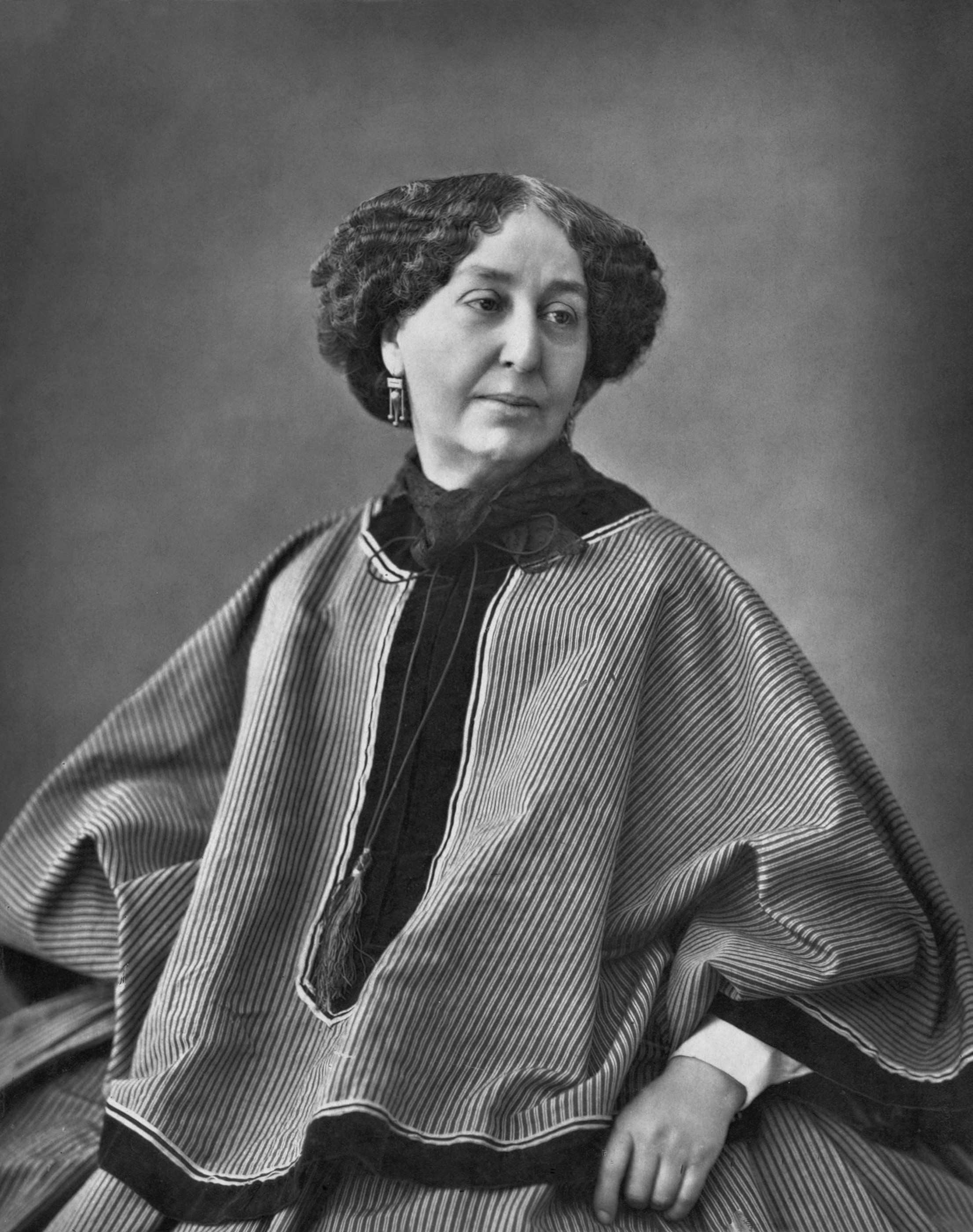
George Sand – Daguerreotypie aus dem Jahr 1864 von Nadar

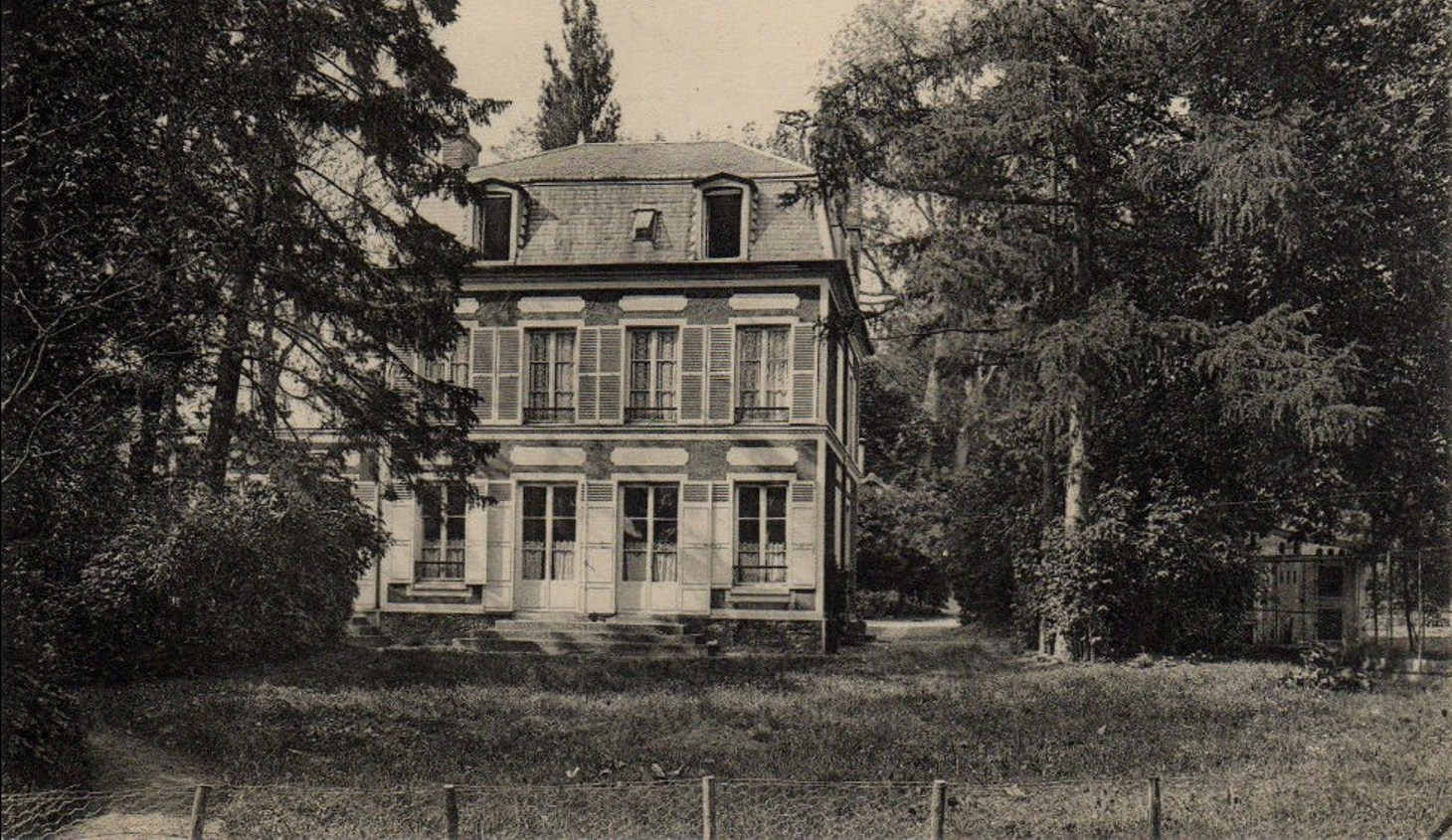
Ehemaliges Wohnhaus von George Sand und Alexandre Manceau in Palaiseau. George Sand bezog das Anwesen 1864 und verkaufte es 1869.

Von 1850 bis zu seinem Tod war der Kupferstecher Alexandre Manceau (1817–1865) George Sands Lebensgefährte. Seit 1864 wohnten sie in Palaiseau. Die Beziehung führte zeitweilig zum Konflikt mit ihrem Sohn.
Beide Töchter Solanges aus ihrer 1854 geschiedenen Ehe mit Auguste Clésinger und ein Sohn von Maurice starben jung, was George Sand, die Großmutter der Kinder, tief traf. Den beiden Töchtern von Maurice (die jüngere hieß Aurore und starb 1961 im Alter von 95 Jahren) war George Sand eine liebevolle Großmutter, die Märchen für sie schrieb (u. a. Sie sind ja eine Fee, Madame).
In ihrem letzten Lebensjahrzehnt war Sand dem Schriftsteller Gustave Flaubert in einer innigen Freundschaft verbunden, die ihren Ausdruck in zahlreichen persönlichen Kontakten und einem regen Briefwechsel fand.
George Sand starb auf ihrem Landsitz in Nohant im Alter von fast 72 Jahren und wurde im Park des Anwesens beigesetzt. Ein Teil ihres Besitzes kann im Musée de la Vie romantique in Paris besichtigt werden.

## Werke

### Romane (Auswahl)
- Indiana (1832) (siehe auch Verführungsroman), dt. Indiana (Frankfurt am Main 1983)
- Lélia (1833), dt. Lelia online Übersetzer Adolph Braun – Internet Archive (Frankfurt am Main 1984 und München 1993, dtv, ISBN 3-423-02311-2)
- Lélia (1839), dt. Lelia, von der Autorin überarbeitete und entschärfte Fassung
- Mauprat (1837), dt. Mauprat (München 1992)
- Le Compagnon du Tour de France (1840), Übers. Ludwig Meyer Der Handwerker, Wigand 1843; wieder Gefährten von der Frankreichwanderschaft. Berlin 1954[11]
- Horace (1841, erschienen in La Revue indépendante)
- Consuelo (1842–1843), Übers. Gustav Julius. Consuelo (Otto Wigand, Leipzig 1843–1845)
- Jeanne (1844), dt. Jeanne (Neuübersetzung, dtv, München 1993, ISBN 3-423-02319-8)
- Le Meunier d'Angibault (1845), dt. Der Müller von Angibault (München 1996)
- Lucrezia Floriani (1846)
- Les maîtres sonneurs, Cadot, Paris 1853; dt.: Die Musikanten-Zunft, deutsch von Claire von Glümer, Leipzig : Otto Wigand 1856, neu herausgegeben [und mit einem Vorwort] von Christoph Pelgen, Reichelsheim: Verlag der Spielleute, 2018, ISBN 978-3-943060-09-6
- Les Beaux Messieurs de Bois-Doré (1857)
- Le dernier amour (1866)
- Nanon (1872), dt. Nanon (dtv, München 1991, ISBN 3-423-13211-6)

Aus ihrer Kindheitserfahrung des Landlebens schöpfend, schrieb sie die Romane aus dem bäuerlichen Milieu:
- La Mare au Diable (1846), dt. Das Teufelsmoor (Frankfurt 1992 und München 2004, Manesse Verlag, ISBN 3-7175-1582-9; zusätzlicher Inhalt: François das Findelkind)
- François le Champi (1847–1848), Der Findling, dt. von Claire von Glümer, Otto Wigand, Leipzig 1851, François das Findelkind (München 2004, Manesse Verlag, ISBN 3-7175-1582-9; zusätzlicher Inhalt: Der Teufelsteich)
- La Petite Fadette (1849), Die kleine Fadette, dt. von Bodo Glümer, Otto Wigand, Leipzig 1851, (Berlin 1960 und Augsburg 2005; 1926 als Die lachende Grille verfilmt)

### Novellen
- Novellen. Lavinia – Pauline – Cora. Übersetzt von Robert Habs. Reclam, Leipzig 1893, Neudruck Bremen 2010, ISBN 978-3-86741-204-9.

### Theater- und autobiographische Stücke
- Gabriel (1839)
  - deutsche Erstübersetzung: Gabriel. Ein Dialogroman., übersetzt von Elsbeth Ranke, Ditzingen: Reclam 2022, ISBN 978-3-15-011383-7.[5]
- Préface à Andorre et Saint-Marin d’Alfred de Bougy (Souvenirs de 1848)
- Histoire de ma vie (1855), dt. Die Geschichte meines Lebens. (1978)
- Elle et Lui (1859) (über ihre Affäre mit Musset), dt. Sie und er (München 1982)
- Journal Intime (postum 1926)
- Correspondance

## Rezeption
George Sand war eine überaus produktive Schriftstellerin. Unter Zeitgenossen kursierte die Anekdote, dass Sand, kaum dass sie einen Roman vollendet hatte, sogleich zu einem neuen Stapel Papier griff, um den nächsten zu beginnen. Sie veröffentlichte ungefähr 180 Bände, dazu zahlreiche meist sozialkritische Artikel. Hinzu kommen annähernd 40.000 Briefe, von denen etwa 15.000 erhalten sind.
Zu ihren Bewunderern zählten neben den französischen Schriftstellern de Musset, Balzac und Flaubert auch Heinrich Heine sowie Fjodor Dostojewski und weitere russische Autoren. Marcel Proust lässt in seinem Hauptwerk Auf der Suche nach der verlorenen Zeit den Ich-Erzähler zu Beginn des ersten Bandes, In Swanns Welt, ausführlich über seine Kindheitslektüre, den Roman François das Findelkind von George Sand, berichten. Am Ende des letzten Bandes, Die wiedergefundene Zeit, nimmt der Erzähler dieses Werk aus dem Bücherschrank der Gastgeber und liest darin, was zahlreiche Rückblenden bewirkt, die ihn „die Zeit wiederfinden“ lassen.
Charles Baudelaire bezeichnete Sand hingegen als „Latrine“, und Friedrich Nietzsche nannte sie eine „fruchtbare Schreibe-Kuh, die etwas Deutsches im schlimmen Sinne an sich“ habe.
Sands Roman Consuelo bildete die Grundlage der gleichnamigen Opern von Alfonso Rendano (1888) und Giacomo Orefice (1895).

### Bildnerische Darstellung
Im Tafelservice berühmter Frauen von Vanessa Bell und Duncan Grant von 1934 ist ihr ein Teller gewidmet.

### Filme
- 1934: „Abschiedswalzer“ – Deutschland, Regie Géza von Bolváry, mit Wolfgang Liebeneiner (Frédéric Chopin) und Sybille Schmitz (George Sand)
- 1981: „Ein Winter auf Mallorca“ – Deutschland, mit Eleonore Weisgerber (George Sand)
- 1991: „Verliebt in Chopin“ (Impromptu) – Großbritannien, Frankreich, Regie James Lapine, mit Judy Davis (George Sand), Hugh Grant (Frédéric Chopin) und Julian Sands (Franz Liszt)
- 1991: „Blue Note“ (La Note bleue) – Frankreich, Regie: Andrzej Żuławski, mit Marie-France Pisier (George Sand) und Sophie Marceau (Solange Sand)
- 1999: „Das Liebesdrama von Venedig“ (Les Enfants du siècle) – Frankreich, Regie Diane Kurys, mit Juliette Binoche (George Sand) und Benoît Magimel (Alfred de Musset)
- 2002: „Chopin – Sehnsucht nach Liebe“ (Chopin. Pragnienie miłości) – Polen, Regie Jerzy Antczak, mit Piotr Adamczyk (Frédéric Chopin) und Danuta Stenka (George Sand)

### Namensgeberin
Der Asteroid (10733) Georgesand ist nach ihr benannt worden.